# Ferrovia Roma-Velletri
La ferrovia Roma-Velletri è una linea ferroviaria locale del Lazio. Al tempo della sua costruzione era la prima tratta del progetto di collegamento tra Roma e Napoli (via Ceprano, stazione di confine con il Regno delle Due Sicilie).
Su questa tratta è effettuato il servizio FL4, che utilizza anche le altre due ferrovie regionali operanti nel nodo di Roma che servono il vasto bacino dei Castelli Romani a sud della capitale: oltre al ramo per Velletri, infatti, il servizio FL4 comprende anche i rami per Frascati e Albano Laziale.

## Storia
| Tratto            | Attivazione      | Attivazione |
| ----------------- | ---------------- | ----------- |
| Roma–Ciampino     | 12 ottobre 1857  | [ 1 ]       |
| Ciampino–Velletri | 1º dicembre 1862 |             |
| Manuale           |                  |             |

Con l'ascesa al soglio pontificio di Pio IX cambiò radicalmente l'attitudine del governo riguardo ai collegamenti ferroviari. Considerando che nello Stato confinante, il Regno delle due Sicilie, era già in costruzione la ferrovia fino a Ceprano, il 7 novembre 1846 venne emanata la Notificazione per la costruzione di 4 linee ferroviarie tra cui appunto la Roma-Velletri-Segni-Frosinone-Ceprano. La concessione venne affidata ad una società romana che risultata inadempiente cedette la concessione ad una società francese; dal 1858 questa divenne Società privilegiata Pio-Latina delle strade ferrate da Roma a Frascati e da Roma al confine napolitano) e nel 1856 apriva il tratto da Roma-Porta Maggiore a Ciampino, il 1º agosto del 1859 quello fino a Cecchina. Il 1º dicembre 1862 furono aperti i successivi, fino a Velletri, Segni e Ceprano ma a cura della Pio-Centrale che era subentrata. La ferrovia fu inaugurata interamente, per la parte pontificia il 1863 da papa Pio IX, costituendo parte del primo collegamento ferroviario fra Roma e Napoli (via Velletri, Segni, Frosinone, Cassino e Caserta) ma venne aperta al pubblico solo dal 1º dicembre dello stesso anno La linea era a semplice binario con sede predisposta per il raddoppio (che tuttavia non venne mai interamente realizzato).

Nel 1864 venne raddoppiato il binario fino a Ciampino e nell'estate dello stesso anno la proprietà passò alla nuova Società per le strade ferrate romane. In seguito al dissesto economico della società, la linea passò in gestione provvisoria e nel 1885 venne integrata nella Rete Mediterranea, gestita dalla Società per le Strade Ferrate del Mediterraneo.
Nel 1892 fu attivata un'importante variante fra Ciampino e Segni, tuttora utilizzata dalla Ferrovia Roma-Napoli (via Cassino). La Roma-Velletri venne perciò declassata a linea complementare di prima categoria e alla fine dello stesso anno accorpata alla nuova linea per Terracina. La linea venne esercita essenzialmente con trazione a vapore sin dall'origine; il 15 dicembre 1948 venne attivato l'esercizio a trazione elettrica, con linea aerea alla tensione di 3000 V.
Verso la metà degli anni sessanta, con la crescente concorrenza del traffico su gomma, la città di Velletri si vide privare del collegamento con Segni e con Terracina, ma il colpo di grazia doveva ancora arrivare: la totale scomparsa del traffico merci alla fine degli anni settanta, che riduce le attività della stazione veliterna al solo trasporto passeggeri dell'unico ramo rimasto attivo, quello verso Roma.
Agli inizi degli anni ottanta si ritorna a parlare della ferrovia con entusiasmo ed enfasi grazie a Papa Giovanni Paolo II, che il 7 settembre 1980, in visita nella cittadina castellana, decide di recarsi alla stazione ferroviaria, 117 anni dopo il suo predecessore Pio IX. Momento storico, non solo per la città, ma anche per la ferrovia, che però, dopo questo evento straordinario, riprende a svolgere la solita funzione di linea locale interessata da un buon flusso pendolare, ma che necessiterebbe di urgenti e grandi lavori di ammodernamento per adeguarla agli standard moderni. Lavori che, anche se a più riprese espressamente richiesti da cittadinanza e, soprattutto pendolari, molte volte promessi ed annunciati, mai verranno effettuati, portando la ferrovia ad un lento, ma inevitabile, invecchiamento e declino sia delle infrastrutture, che del parco rotabile.
Il 27 gennaio 1992, alla fermata di Casabianca, due treni provenienti dai capolinea opposti si scontrarono a causa di errore umano da parte del dirigente movimento di Ciampino.
Nel 2000, in occasione del Giubileo, venne attivata la fermata di San Gennaro e quelle di Pavona e Lanuvio vengono trasformate in stazioni, dotate di binario di raddoppio.

## Caratteristiche
|  | Head station |

| Unknown route-map component "b" | Unknown route-map component "kABZg3" + One way leftward | Unknown route-map component "CONTfq" |

| Unknown route-map component "CONTgq" | Unknown route-map component "kABZq1" + Unknown route-map component "ABZ+lr" | Unknown route-map component "KRZo+k4" | Unknown route-map component "CONTfq" |

| Unknown route-map component "bSHI2+lr" |

| Non-passenger station/depot on track |

| Unknown route-map component "exKRW+l" | Unknown route-map component "eKRWgr" |  |

| Unknown route-map component "uexcCONTgq" | Unknown route-map component "exmKRZu" | Unknown route-map component "emKRZu" | Unknown route-map component "uexCONTfq" | Unknown route-map component "c" |

| Unknown route-map component "exSTR" | Unknown route-map component "KRWgl" | Unknown route-map component "KRW+r" |

| Unknown route-map component "cCONTgq" | Unknown route-map component "xKRZu" | Unknown route-map component "KRZu" | One way rightward | Unknown route-map component "c" |

| Unknown route-map component "exCONTf" | Unknown route-map component "eKRWgl" | Unknown route-map component "exKRW+r" |

|  | Unknown route-map component "HSTeBHF" | Unknown route-map component "exSTR" |

|  | Unknown route-map component "SKRZ-Ao" | Unknown route-map component "exSTR" |

|  | Station on track | Unknown route-map component "exBHF" |

|  | Unknown route-map component "eKRWg+l" | Unknown route-map component "exKRWr" |

| Unknown route-map component "CONTgq" | Unknown route-map component "ABZglr" | Unknown route-map component "CONTfq" |

| Stop on track |

| Unknown route-map component "uexCONTgq" | Unknown route-map component "emKRZu" | Unknown route-map component "uexCONTfq" |

| Unknown route-map component "SKRZ-G2u" |

| Stop on track |

| Unknown route-map component "SKRZ-G2u" |

| Station on track |

| Stop on track |

| Unknown route-map component "exSTR+l" | Unknown route-map component "eKRZu" | Unknown route-map component "exCONTfq" |

| Unknown route-map component "exSTR" | Unknown route-map component "SKRZ-G2u" |  |

| Unknown route-map component "exBHF" + Unknown route-map component "exHUBaq" | Station on track + Unknown route-map component "exHUBeq" |  |

| Unknown route-map component "exKRWg+l" | Unknown route-map component "eKRWgr" |  |

| Unknown route-map component "excCONTgq" | Unknown route-map component "exSTRr" | Straight track | Unknown route-map component "+c" |

| Unknown route-map component "SKRZ-G2u" |

| Station on track |

| Stop on track |

| Stop on track |

| Unknown route-map component "SKRZ-G2u" |

| Unknown route-map component "SKRZ-G2u" |

| Unknown route-map component "KBHFxe" |

| Unknown route-map component "exCONTgq" | Unknown route-map component "exABZgr" |  |

| Unknown route-map component "exCONTf" |

La ferrovia ha beneficiato di alcuni interventi di potenziamento nel corso degli anni:
- nuovo sistema di gestione del traffico di Roma Termini tramite ACC
- ulteriore creazione di due binari tronchi di attestamento a Termini
- realizzazione del blocco elettrico automatico a correnti codificate ed a sezioni corte tra Casilina e Ciampino
- realizzazione del sottopassaggio a Capannelle
- istituzione del blocco conta assi e del Dirigente Centrale Operativo tra Ciampino e Velletri
- sostituzione delle semibarriere ai passaggi a livello con barriere complete e nuovi sistemi di comando e controllo dei passaggi a livello
- trasformazione delle fermate di Pavona e Lanuvio in stazioni con sottopassaggio
- realizzazione della nuova fermata di San Gennaro
- costruzione di opere per il sostegno e la protezione della sede ferroviaria tra Lanuvio e Velletri

### Percorso
L'intero tratto ferroviario è lungo 41 km, di cui gran parte a semplice binario ed elettrificato. Solo i primi 14 km, corrispondenti al segmento compreso fra Roma Termini e Ciampino, presentano una circolazione a doppio binario.
Gli incroci sono possibili nelle stazioni di Pavona, Cecchina, Lanuvio e Velletri.